# Zephronia
Zephronia är ett släkte av mångfotingar. Zephronia ingår i familjen Zephroniidae.

## Dottertaxa tillZephronia, i alfabetisk ordning[1]
- Zephronia albertisii
- Zephronia alticola
- Zephronia anthracina
- Zephronia butleri
- Zephronia chitinoides
- Zephronia clivicola
- Zephronia comotti
- Zephronia dawydoffi
- Zephronia debilis
- Zephronia densipora
- Zephronia disparipora
- Zephronia dollfusi
- Zephronia doriae
- Zephronia feae
- Zephronia floweri
- Zephronia formosa
- Zephronia gestri
- Zephronia hainani
- Zephronia heterosticta
- Zephronia hirsti
- Zephronia hirta
- Zephronia hysophila
- Zephronia impressa
- Zephronia impunctata
- Zephronia inermis
- Zephronia inferior
- Zephronia juvenis
- Zephronia larvalis
- Zephronia lignivora
- Zephronia maculata
- Zephronia manca
- Zephronia nigrinota
- Zephronia ovalis
- Zephronia pellita
- Zephronia profuga
- Zephronia ridleyi
- Zephronia ruficeps
- Zephronia rugulosa
- Zephronia semilaevis
- Zephronia siamensis
- Zephronia specularis
- Zephronia sulcatula
- Zephronia testacea
- Zephronia tigrina
- Zephronia tigrinoides
- Zephronia tumida
- Zephronia viridescens